# 台湾露珠草
台湾露珠草（学名：Circaea erubescens）又名谷蓼，为柳叶菜科露珠草属下的一个种。